# Bill Ware
Bill Ware (* 28. Januar 1959 in East Orange als William A. Ware III) ist ein amerikanischer Jazzmusiker, der vor allem als Vibraphonist und Komponist hervorgetreten ist. Er arbeitete mit verzerrten Tönen, die er teilweise mit defekten Tonabnehmern erzeugt. Nach Wolf Kampmann ist er ein „Erneuerer des Vibraphons nach Gary Burton.“

## Leben und Wirken
Ware, der aus einer musikalischen Familie stammt, begann als Bassist; nach einer Ausbildung bei Jazzmobile lehrte er am William Patterson College und gründete 1986 mit dem kubanischen Trommler Roberto Borrell die Latin-Band AM Sleep. Seit Ende der 1980er Jahre gehörte er zu den Jazz Passengers. 1993 legte er unter eigenem Namen mit den Club Bird All Stars das Album Long and Skinny vor. Des Weiteren spielte er mit Mario Pavone (Song for (Septet), 1994). Mit Brad Jones und Perkussionist E. J. Rodriguez gründete er das Trio Vibes, eine Art Gegenstück zu Medeski, Martin & Wood, das bis 2008 mehrere Alben vorlegte, zuletzt ein Stevie-Wonder-Tributalbum. Mit Jones spielte er auch im Y2K Jazz Quartet. Mit Marc Ribot nahm er 2001 das Ellington-Tribut-Album Sir Duke auf. Auch legte er zwei Duoalben mit der Cellistin Sara Wollan vor. Weiterhin tourte er von 1993 bis 1995 mit Steely Dan und spielte Acid Jazz mit dem Groove Collective und den Brooklyn Funk Essentials. John Lurie holte ihn zu seinem Konzeptalbum The Legendary Marvin Pontiac: Greatest Hits. Zu hören ist er auch auf Rez Abbasis Album Sound Remains (2025).
Seine Komposition Imitation of a Kiss wurde 2002 mit den Jazz Passengers, Deborah Harry und dem BBC Concert Orchestra unter Leitung von Robert Ziegler im Barbican Centre in London uraufgeführt. Auch hat er mehrere Sinfonien verfasst und ein Double Concerto for Vibraphone and Piano. Auch hat er Filmmusiken komponiert.

## Lexikalische Einträge
- Encyclopedia of Jazz Musicians
- Wolf Kampmann (Hrsg.), unter Mitarbeit von Ekkehard Jost: Reclams Jazzlexikon. Reclam, Stuttgart 2003, ISBN 3-15-010528-5.